# Selección masculina de rugby 7 de Uruguay

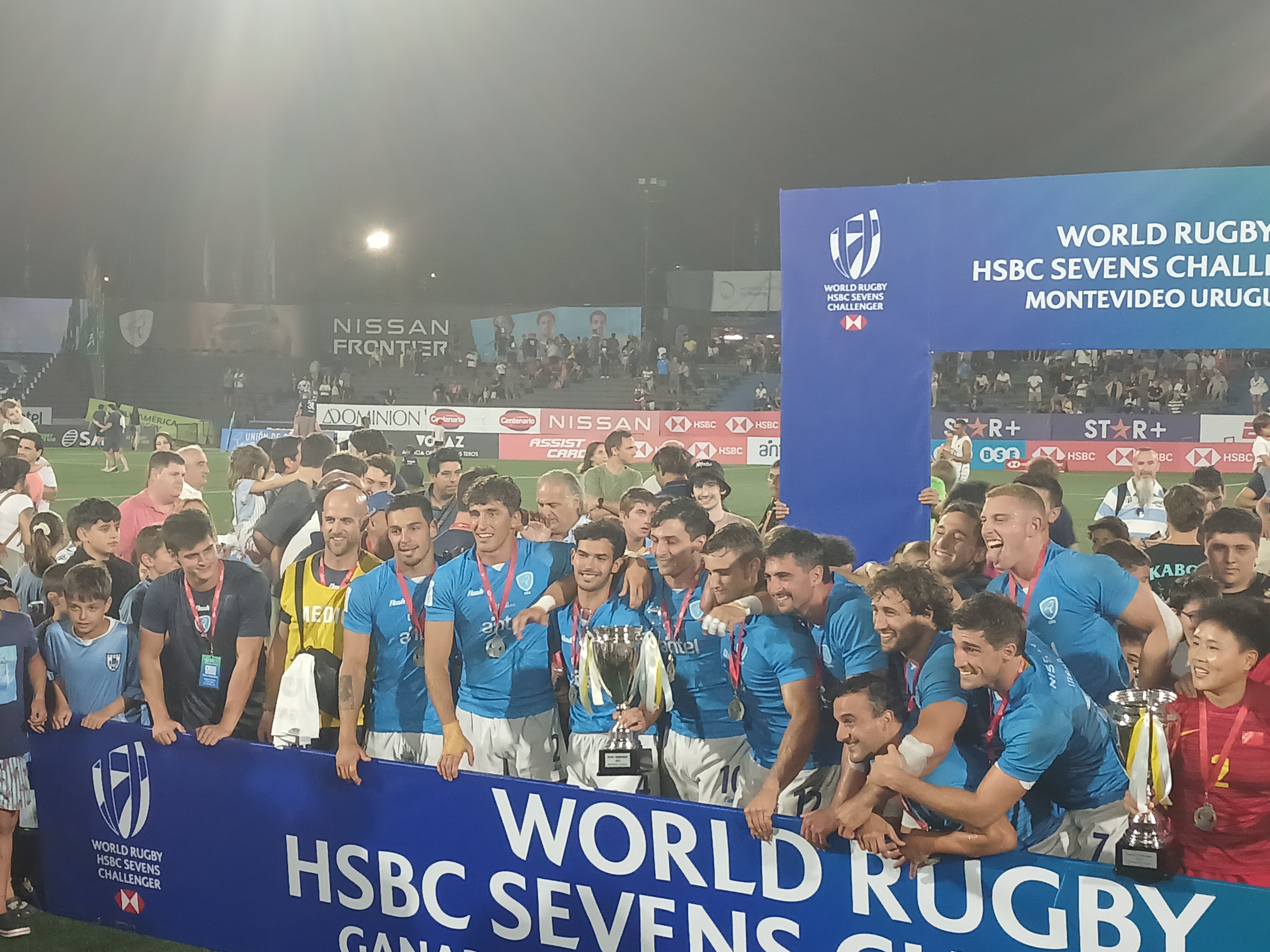
Celebraciones en el Sevens Challenger de Montevideo

La selección masculina de rugby 7 de Uruguay también llamada Teros VII es el equipo nacional de la modalidad de rugby 7 (7 jugadores).
Está regulada por la Unión de Rugby del Uruguay y compite en la Copa Mundial y la Serie Mundial ambos organizados por World Rugby. A nivel continental ha obtenido el cuarto puesto en los Juegos Panamericanos de 2011 y 2015, y ha participado en todas las ediciones del Seven Sudamericano de Sudamérica Rugby, logrando el título en 2012 y 2021. En el Cono Sur también se hace presente en varios de los torneos de verano como los de Punta del Este, Viña del Mar y Mar del Plata entre los más importantes.
Entre sus actuaciones en la Serie Mundial se destacan dos semifinales de plata en el Seven de Punta del Este 2000 y el Seven de Fiji 2000, y una final de shield en el Seven de Estados Unidos 2013.

## Uniforme
La camiseta es celeste con vivos negros con short y medias negras al igual que en la selección de 15. La indumentaria de visita puede variar, una posibilidad es que la camiseta tenga los colores invertidos con short y medias blancas.

## Palmarés
- Challenger Series (2): 2022, 2024
  - Seven de Montevideo: 2024
  - Seven de Munich: 2024

- Sudamericano (3): 2012,[4] 2021, 2023

- Seven de Viña del Mar (1): 2010[5][6]

- Seven de Mar del Plata (1): 2020

## Participación en copas
| - Edimburgo 1993: No participó - Hong Kong 1997: No participó - Mar del Plata 2001: No participó - Hong Kong 2005: Último en el grupo - Dubái 2009: Semifinal Copa de Bronce - Moscú 2013: 20º puesto - San Francisco 2018: 20º puesto - Ciudad del Cabo 2022: 10° puesto - Río 2016: no clasificó - Tokio 2020: no clasificó - París 2024: 11° puesto (20ma posición en la tabla histórica) - Serie Mundial 99-00: 12º puesto (8 pts) - Serie Mundial 00-01: 19º puesto (0 pts) - Serie Mundial 01-02: 16º puesto (0 pts) - Serie Mundial 02-03: 20º puesto (0 pts) - Serie Mundial 03-04: 15º puesto (0 pts) - Serie Mundial 04-05: 14º puesto (0 pts) - Serie Mundial 05-06: 15º puesto (0 pts) - Serie Mundial 06-07: 18º puesto (0 pts) - 2007-08 al 2010-11: No participó - Serie Mundial 11-12: 23º puesto (1 pt) - Serie Mundial 12-13: 19º puesto (2 pts) - Serie Mundial 13-14: 18º puesto (1 pt) - 2014-15 al 2016-17: No participó - Serie Mundial 17-18: 20º puesto (2 pts) - Serie Mundial 22-23: 12º puesto (54 pts) - SVNS 24-25: 10º puesto - Challenger Series 2020: 5° puesto - Challenger Series 2022: Campeón - Challenger Series 2024: Campeón | - Cali 2013: 7º puesto - Guadalajara 2011: 4º puesto - Toronto 2015: 4º puesto - Lima 2019: 7º puesto - Santiago 2023: 5° puesto - Asunción 2006: 3 puesto - Viña del Mar 2007: 4º puesto - Punta del Este 2008: 2º puesto - São José dos Campos 2009: 3º puesto - Mar del Plata 2010: 2º puesto - Bento Gonçalves 2011: 2º puesto - Río de Janeiro 2012: Campeón invicto - Río de Janeiro 2013: 2º puesto - Santa Fe 2015: 2º puesto - Santiago 2019: 6º puesto - Valparaíso 2020: 4º puesto (último) - San José 2021: Campeón invicto - San José 2022: 5º puesto - Montevideo 2023: Campeón invicto - Lima 2024: no participó - Lima 2025: no participó - Circuito Sudamericano 2016-17: 4º puesto - Circuito Sudamericano 2018: 3º puesto - Circuito Sudamericano 2019: 4º puesto - Santiago 2014: 2º puesto - Cochabamba 2018: 2º puesto - Asunción 2022: 3º puesto |